# Boxe aux Jeux des îles de l'océan Indien 2015
Navigation
Édition précédente Édition suivante
La boxe est l'une des quatorze disciplines sportives au programme des Jeux des îles de l'océan Indien 2015, la neuvième édition des Jeux des îles de l'océan Indien. Les épreuves se sont disputées à La Réunion en août 2015 au gymnase Nelson-Mandela de Saint-Pierre.

## Résultats

### Podiums
| Catégories                  | Or                   | Argent                     | Bronze                                    |
| Poids mi-mouches (-49 kg)   | Kevin Tsang Hing Lam | Lalaina Rabenarivo         | David Rolfo                               |
| Poids mouches (-52 kg)      | Marcus Gevia         | Ludovic Bactorat           | Rutchie Tombo                             |
| Poids coqs (-56 kg)         | Jordy Vadamootoo     | Sitrakiniazina Rakotamanga | Alvin Bottesoie Jordan Rodriguez          |
| Poids légers (-60 kg)       | Eric Dagard          | Andrique Allisop           | Jean John Colin Marolahy Robuste Ralison  |
| Poids super-légers (-64 kg) | Richarno Colin       | Julien Rajaonarison        | Bertrand Pasquin Lorenzo Bonne            |
| Poids welters (-69 kg)      | Felix Morvan         | Alva Botsoie               | Jean-Luc Rosalba Faly Andria              |
| Poids moyens (-75 kg)       | Merven Clair         | Jovette Jean               | Georges Castel Haja Takaloniaina          |
| Poids mi-lourds (-81 kg)    | Clement Hong Sik Kee | Cedric Olivier             | Nigel Benoit                              |
| Poids lourds (-91 kg)       | Kevin Kilendo        | Florent Kaouachi           | Rodolphe Randriamanantena Jacques Raphael |
| Poids super-lourds (+91 kg) | Keddy Agnes          | Emmanuel Payet             | Danilo Gaspard                            |

### Tableau des médailles
| Place | Pays             | Médaille d'or | Médaille d'argent | Médaille de bronze | Total |
| ----- | ---------------- | ------------- | ----------------- | ------------------ | ----- |
| 1     | La Réunion       | 5             | 2                 | 3                  | 10    |
| 2     | Maurice          | 3             | 2                 | 5                  | 10    |
| 3     | Seychelles       | 2             | 3                 | 3                  | 8     |
| 4     | Madagascar       | 0             | 3                 | 5                  | 8     |
| Total | 4 pays médaillés | 10            | 10                | 16                 | 36    |

## Référence
1. ↑  (en) 9e Indian Ocean Islands Games (amateur-boxing.strefa.pl)